# Klutiana hemitelina
Klutiana hemitelina är en stekelart som först beskrevs av André Seyrig 1935.  Klutiana hemitelina ingår i släktet Klutiana och familjen brokparasitsteklar. Inga underarter finns listade i Catalogue of Life.